# Алтья
А́лтья, ранее также А́льтья эст. Altja) — деревня в волости Хальяла уезда Ляэне-Вирумаа. До административной реформы местных самоуправлений Эстонии 2017 года входила в состав волости Вихула (упразднена). Ведёт свою историю с XV века.

## География и описание
Расположена на берегу Финского залива Балтийского моря, у одноимённого мыса и в устье одноимённой реки. Земли деревни находятся на территории национального парка Лахемаа, у его восточной границы)
Климат умеренный. Официальный язык — эстонский. Почтовый индекс — 45408.

## Население
По данным переписи населения 2021 года, в Алтья проживали 29 человек, из них 27 (93,1 %) — эстонцы.
По данным переписи населения 2011 года, в Алтья насчитывалось 24 жителя, из них 22 (91,7 %) — эстонцы.
Численность населения деревни Алтья:
| Год  | 1959 | 1970 | 1979 | 1989 | 2000 | 2011 | 2021 |
| ---- | ---- | ---- | ---- | ---- | ---- | ---- | ---- |
| Чел. | 56   | ↗ 27 | ↗ 34 | ↘ 31 | ↘ 23 | ↗ 24 | ↗ 29 |

## История
Окрестности современной деревни Алтья впервые упоминаются в 1465 году как место рыбной ловли в устье реки Оанду (in der Wandemunde), принадлежащее мызе Аннигфер (нем. Annigfer, Annikwerre, Anikwere mois, Анниквере, эст. Annikvere mõis), а территория у моря там называлась Rotzinpe (со швед. буквально «Шведская голова»). Здесь проживали балтийские шведы. Как деревня Алтья впервые упоминается в 1544 году (Ieszo).

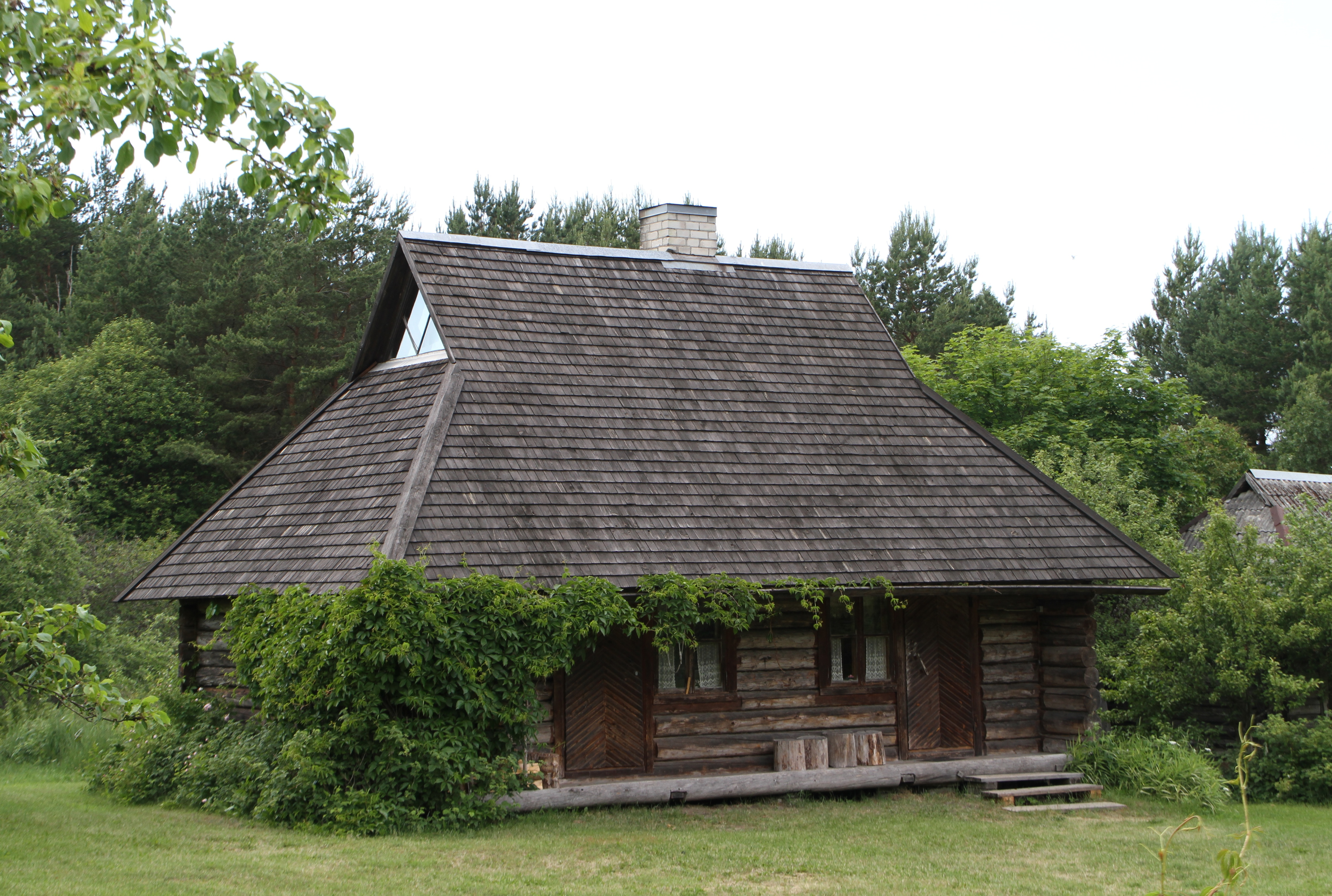
Бревенчатый дом в Алтья

Как и в других типичных приморских деревушках, дома здесь строились вдоль единственной улицы. Традиционными занятиями местных жителей были земледелие, рыболовство (вылавливались в основном сельдь, угорь, салака, лосось и сиг), а также пиратство и контрабанда товаров (в частности, соли и спирта).
В связи с созданием здесь советской пограничной зоны после Второй мировой войны, многие жители покинули деревню (в конце XIX века здесь проживало около 10—12 семей, перед войной — 126 человек). В советское время деревня относилась к рыболовецкому колхозу им. Кирова.

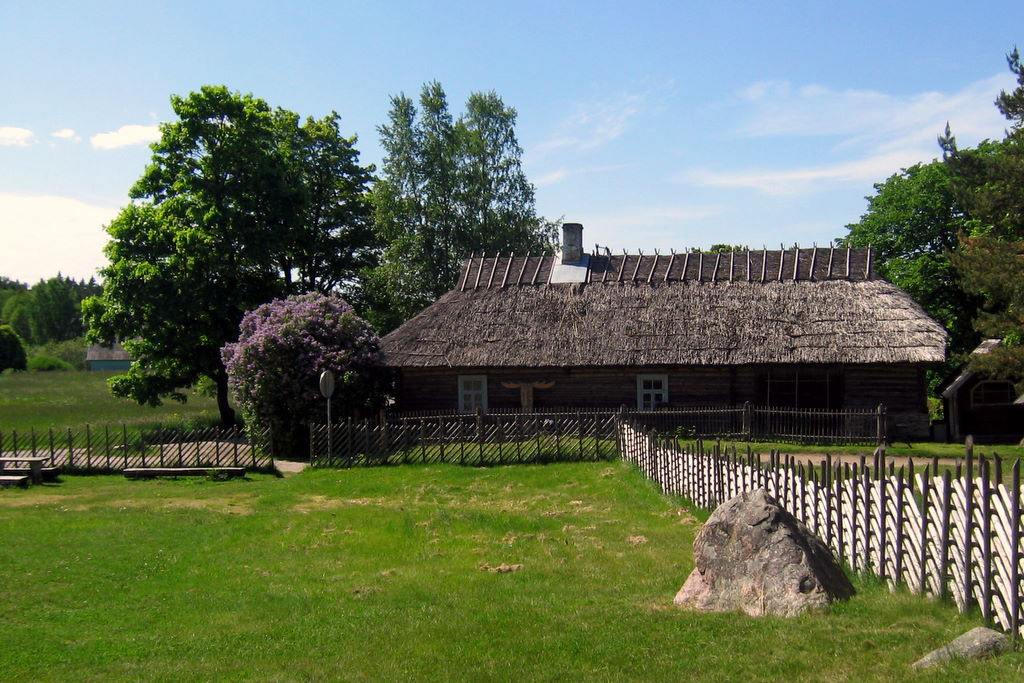
Хутор Тоомарахва

С созданием в 1971 году национального парка Лахемаа в Алтья стали уделять внимание сохранению хуторской архитектуры. Первым был восстановлен хутор Уусталу: отреставрирован жилой дом, во дворе поставлены и приведены в порядок привезённые из Финляндии амбар, сарай, хлев, погреб, два колодца. Сюда же привезли старую баню из деревни Тепелвялья. В деревне есть как старые бревенчатые дома (на восстановленных работниками национального парка Лахемаа хуторах Уусталу и Тоомарахва), так и дома 1920-х и 1930-х годов (так называемые капитанские дома). На мысе Алтья в настоящее время можно увидеть домики для хранения рыболовных сетей, которые были построены по фотографиям и воспоминаниям старожилов. Была отреставрирована открытая в 1875 году таверна. В деревне также появилась игровая площадка с национальными эстонскими качелями. 
В настоящее время в деревне развивается туризм, в том числе экологический. На хуторе Тоомарахва предоставляются услуги гида, ночлега, питания, автокемпинга, есть прокат велосипедов, сауна. Дорога из Таллина на автомобиле занимает около часа.
В июне 2005 года президент Эстонии Арнольд Рюйтель и президент Германии Хорст Кёлер вместе отпраздновали в Алтья Янов день.

## Достопримечательности
- Хутора Уусталу и Тоомарахва
- Деревянный подвесной мост
- Дорога Тагавярава
- Ледниковый валун Алтья высотой 4,1 метра и охватом 22,6 метра (природоохранный объект)[22]
- Учебная тропа «Оандуский бобёр» (1 км)[23]
- Маршрут «Тропа в лесу Оанду» (4,7 км)[24][9]

## Галерея

Деревня Алтья
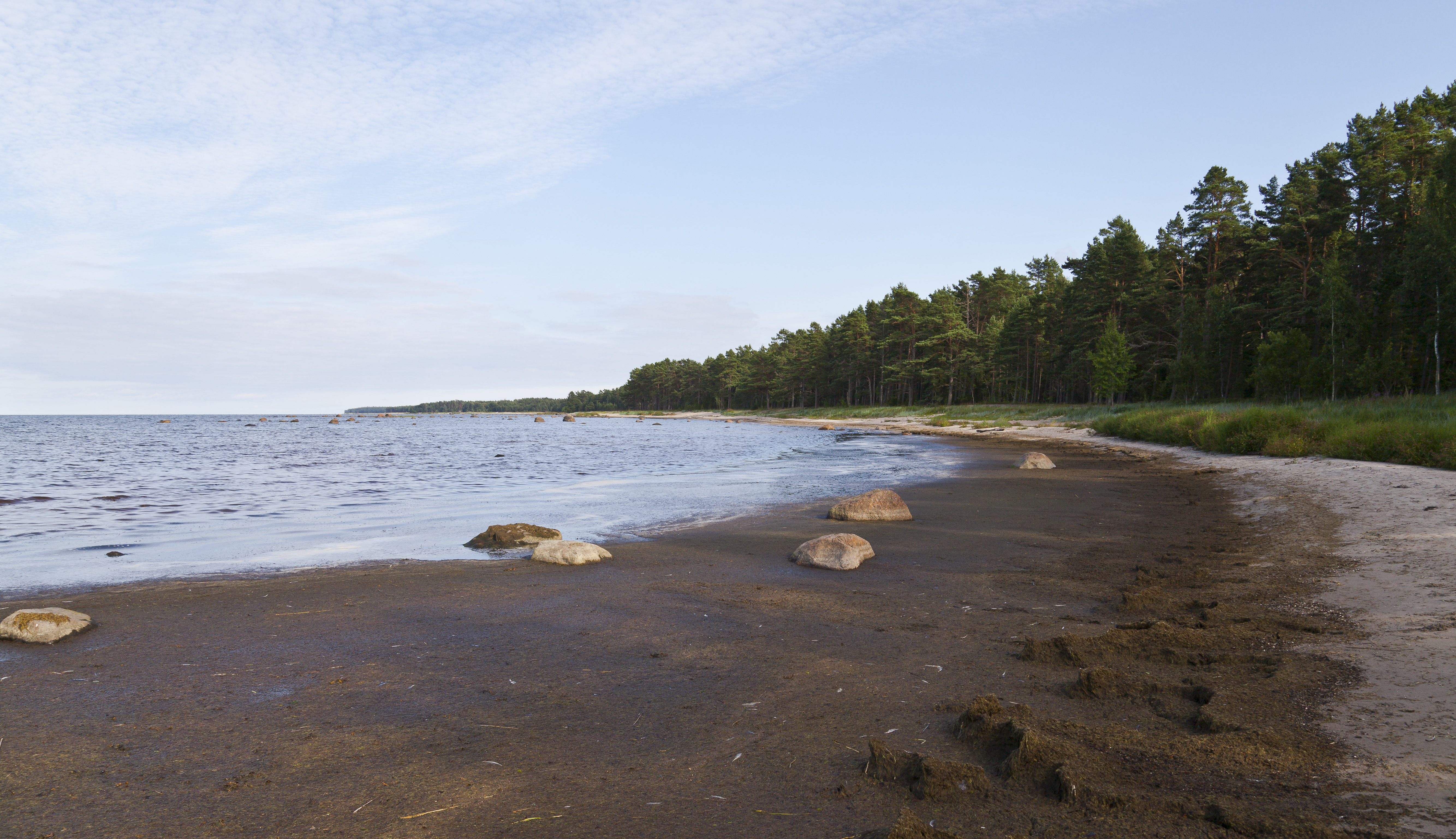
Берег моря
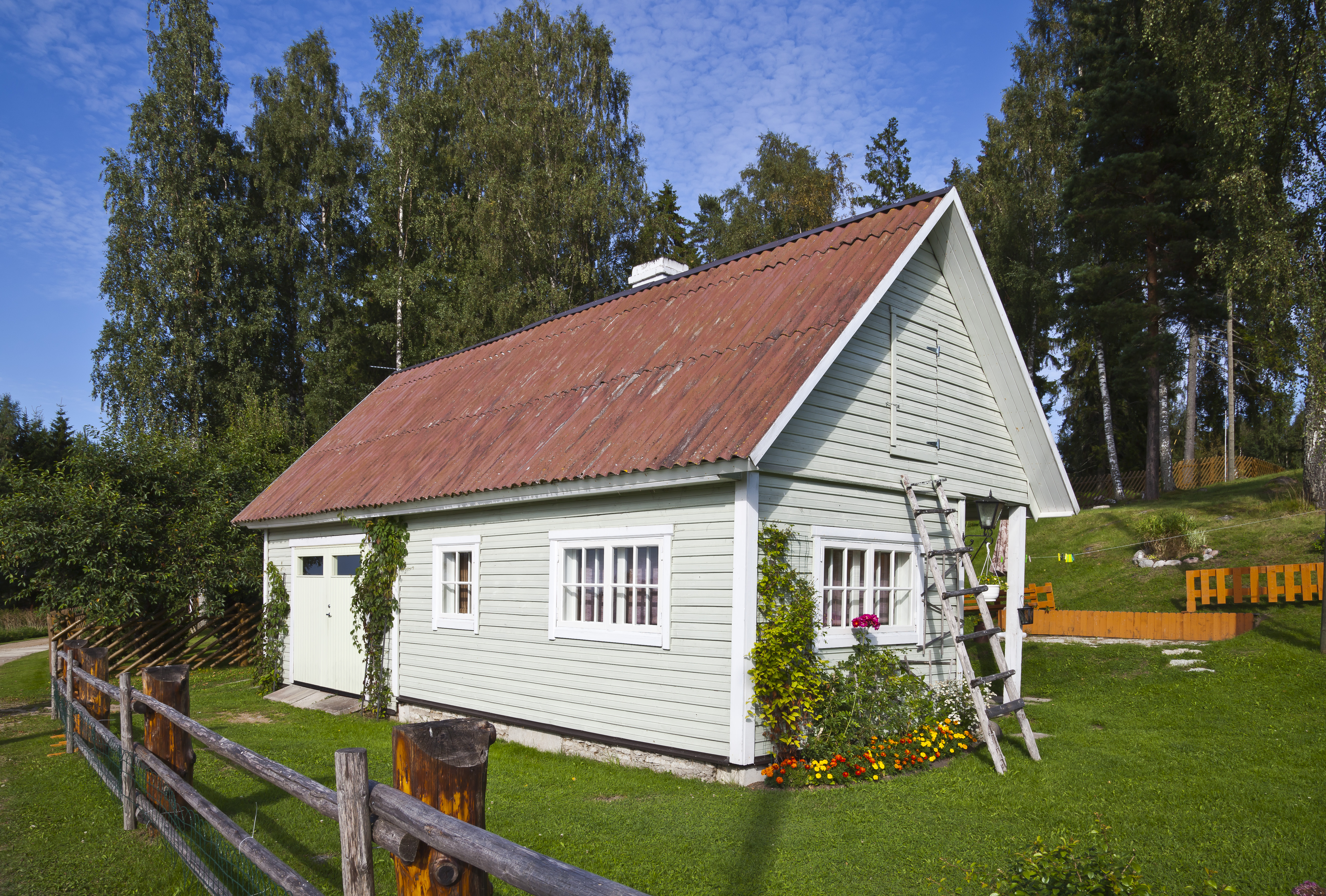
Деревянный жилой дом
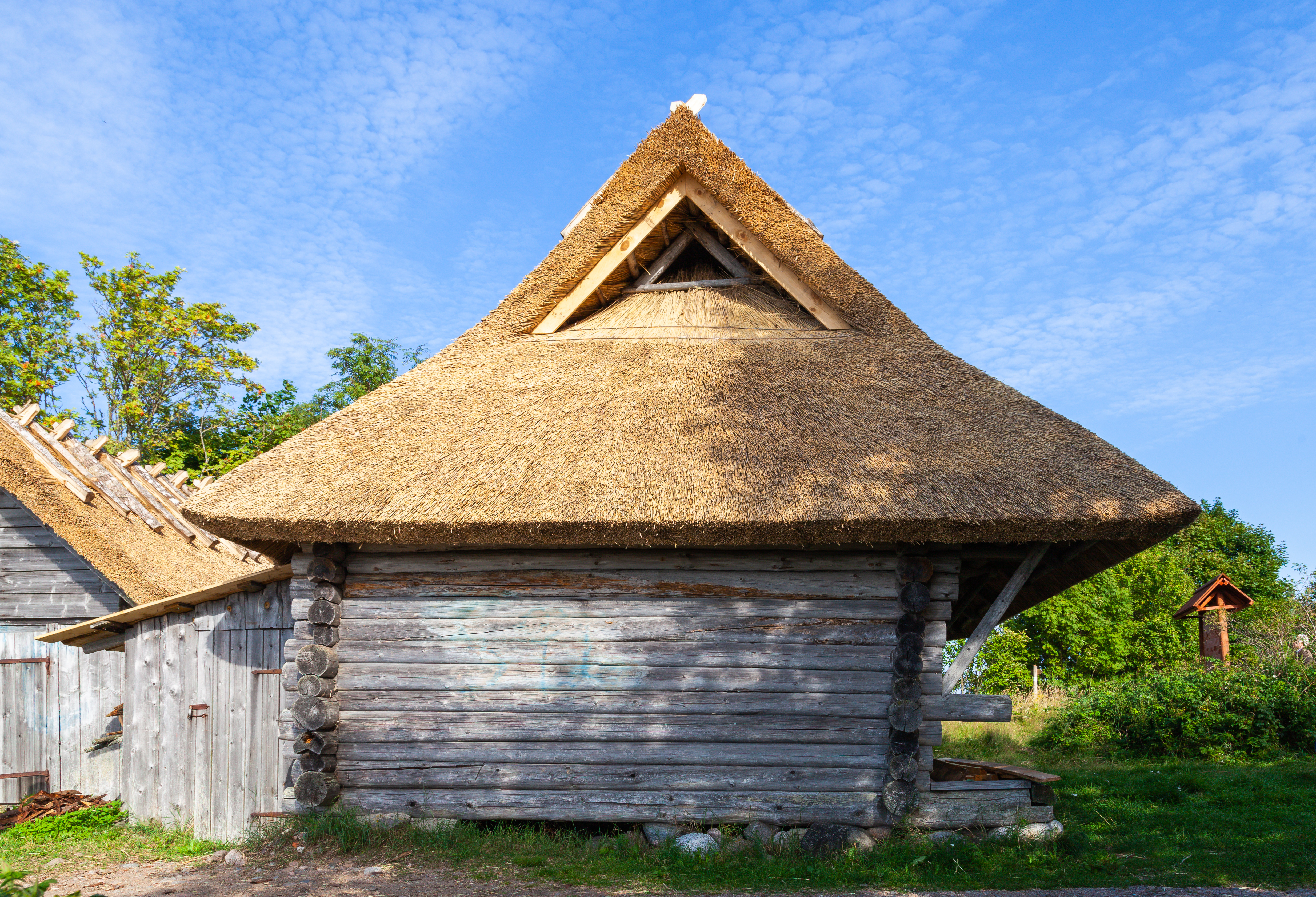
Восстановленная деревянная постройка
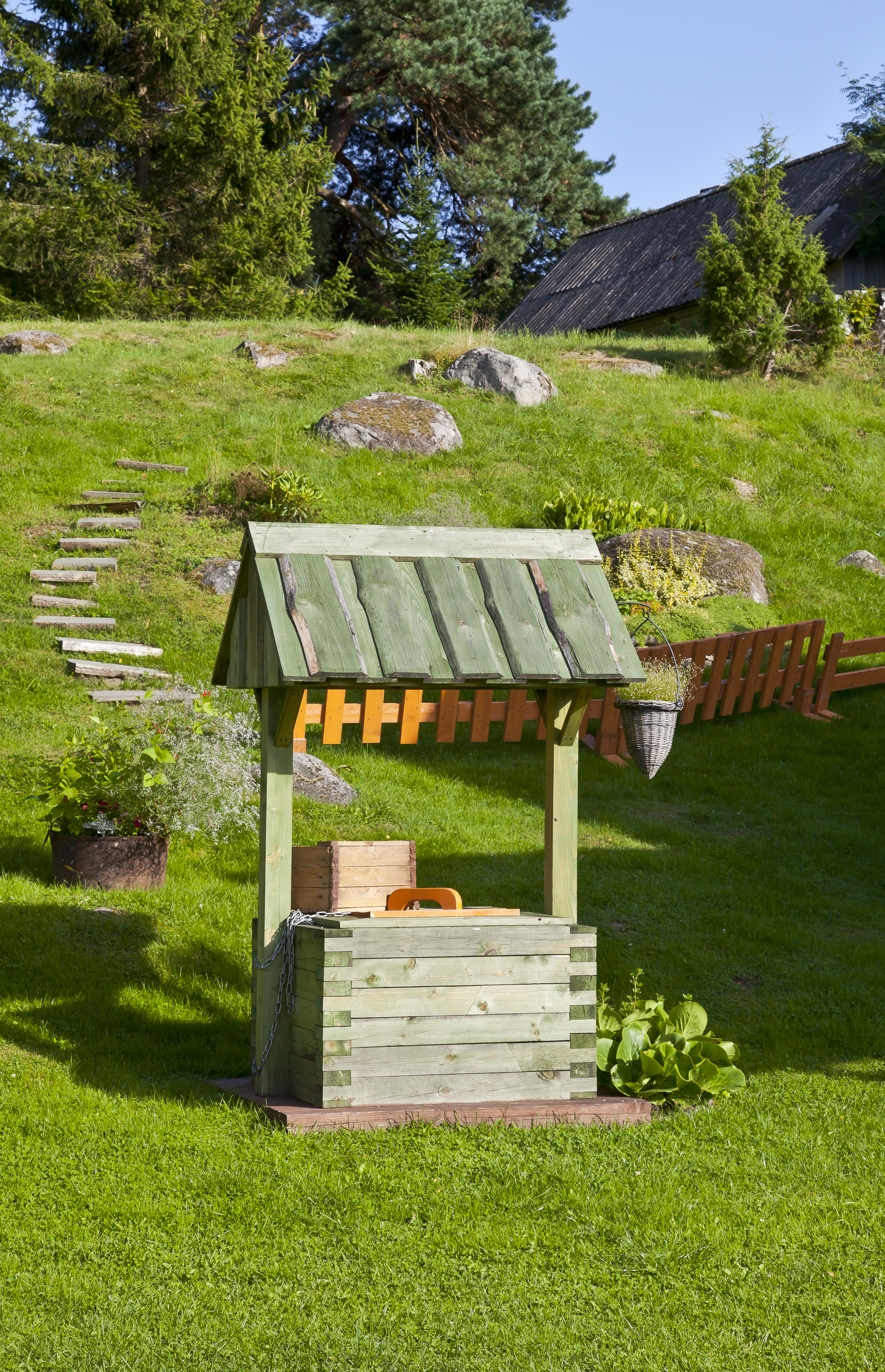
Колодец
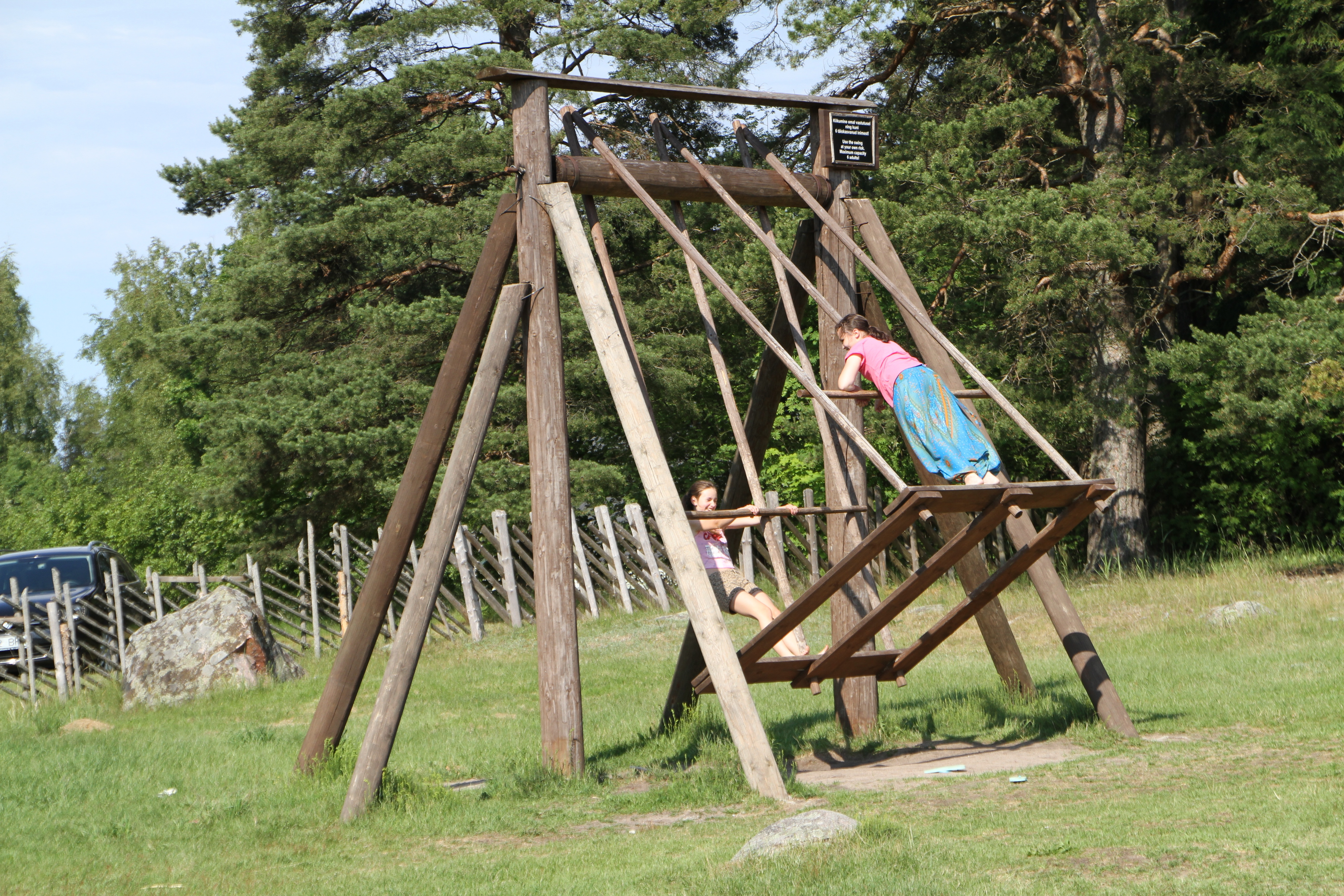
Качели
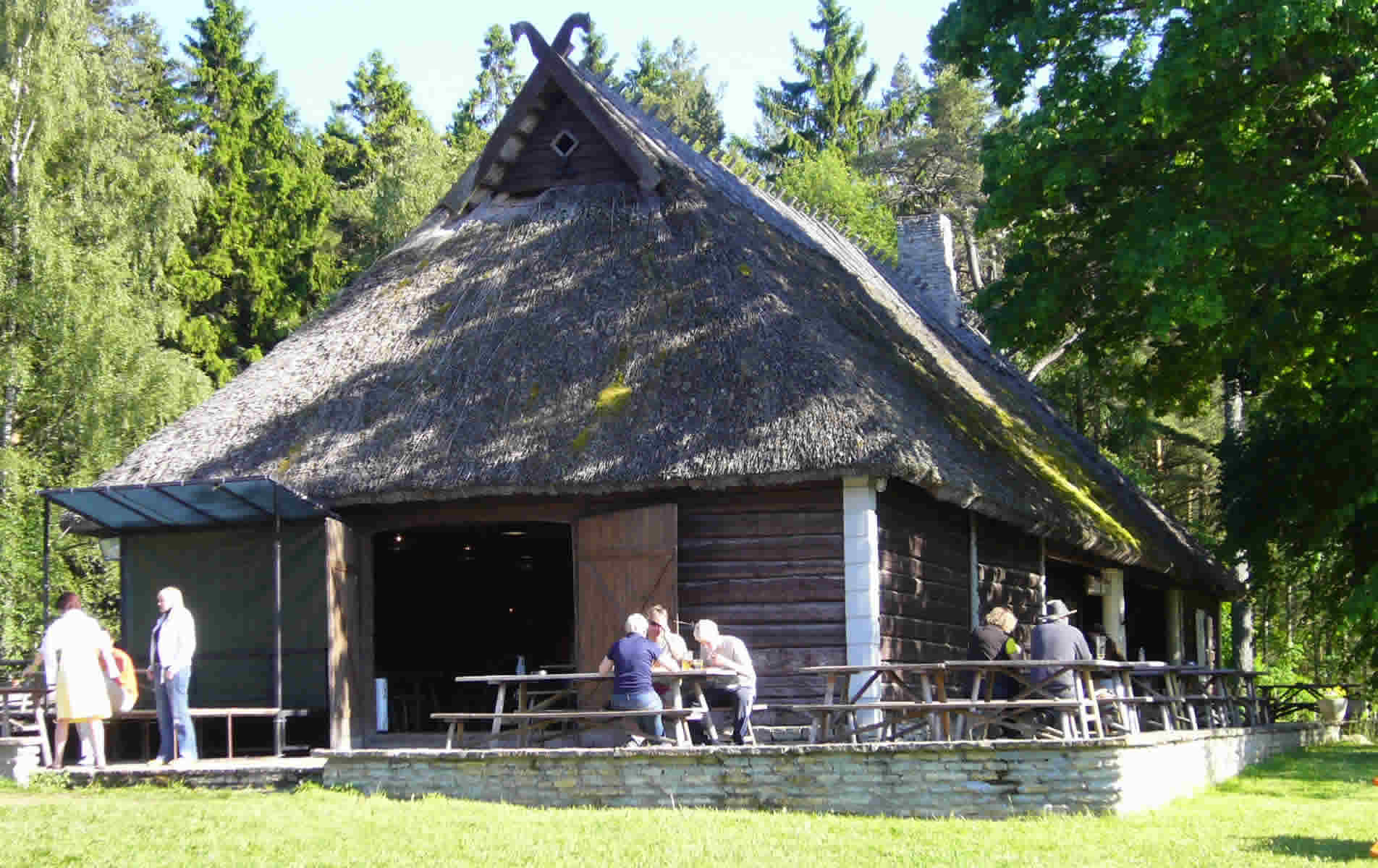
Таверна «Алтья»
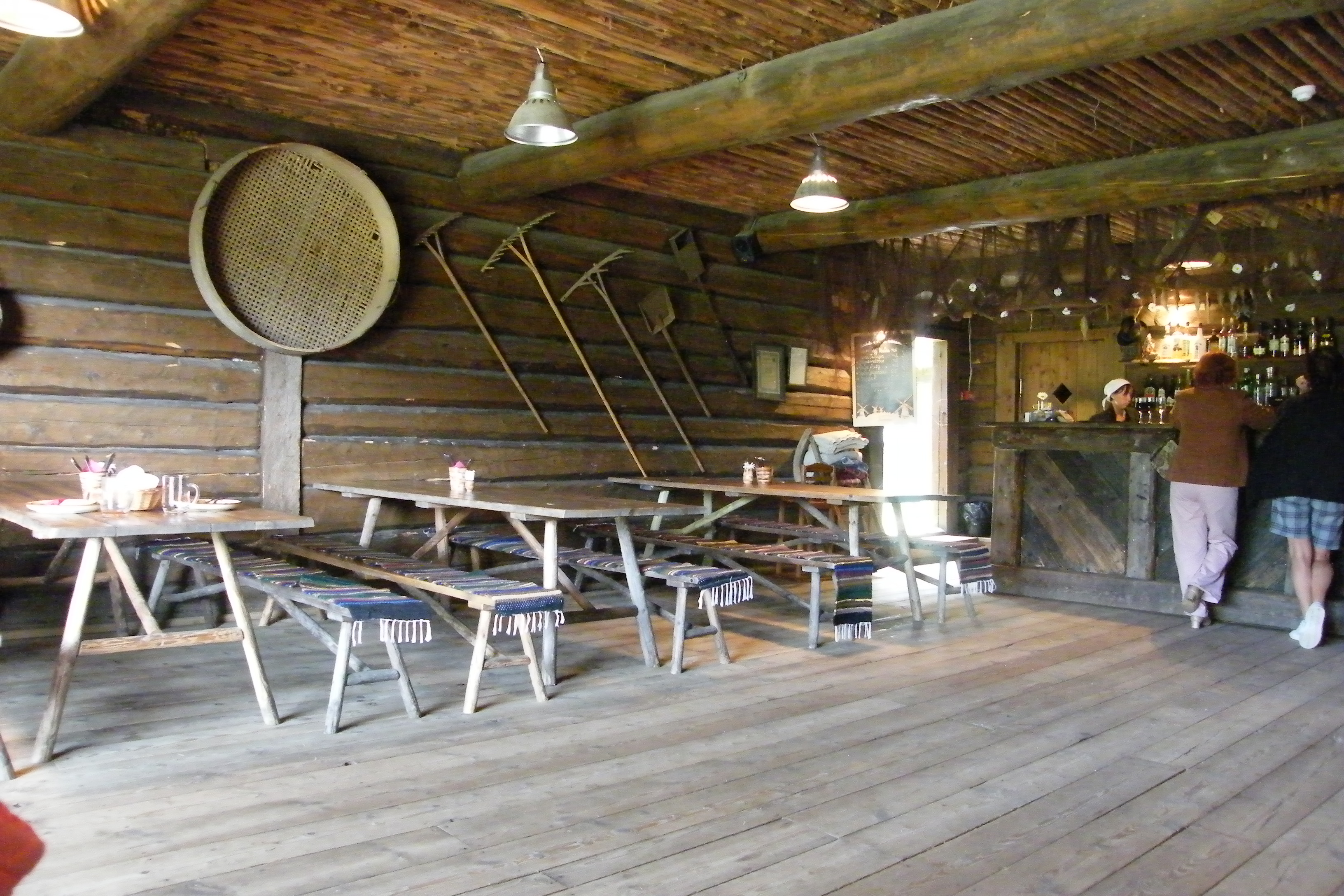
Интерьер таверны «Алтья»
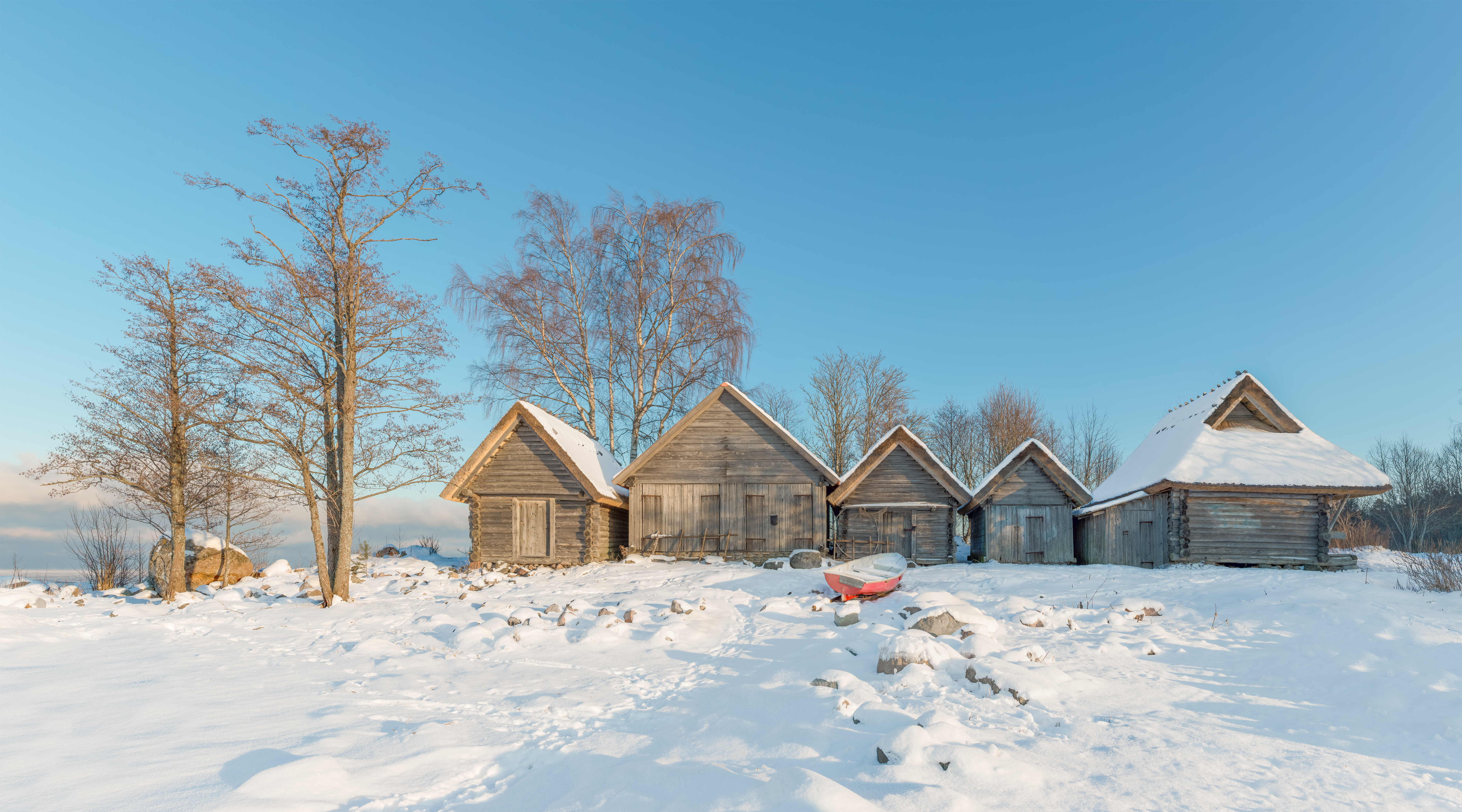
Рыбацкие сараи зимой
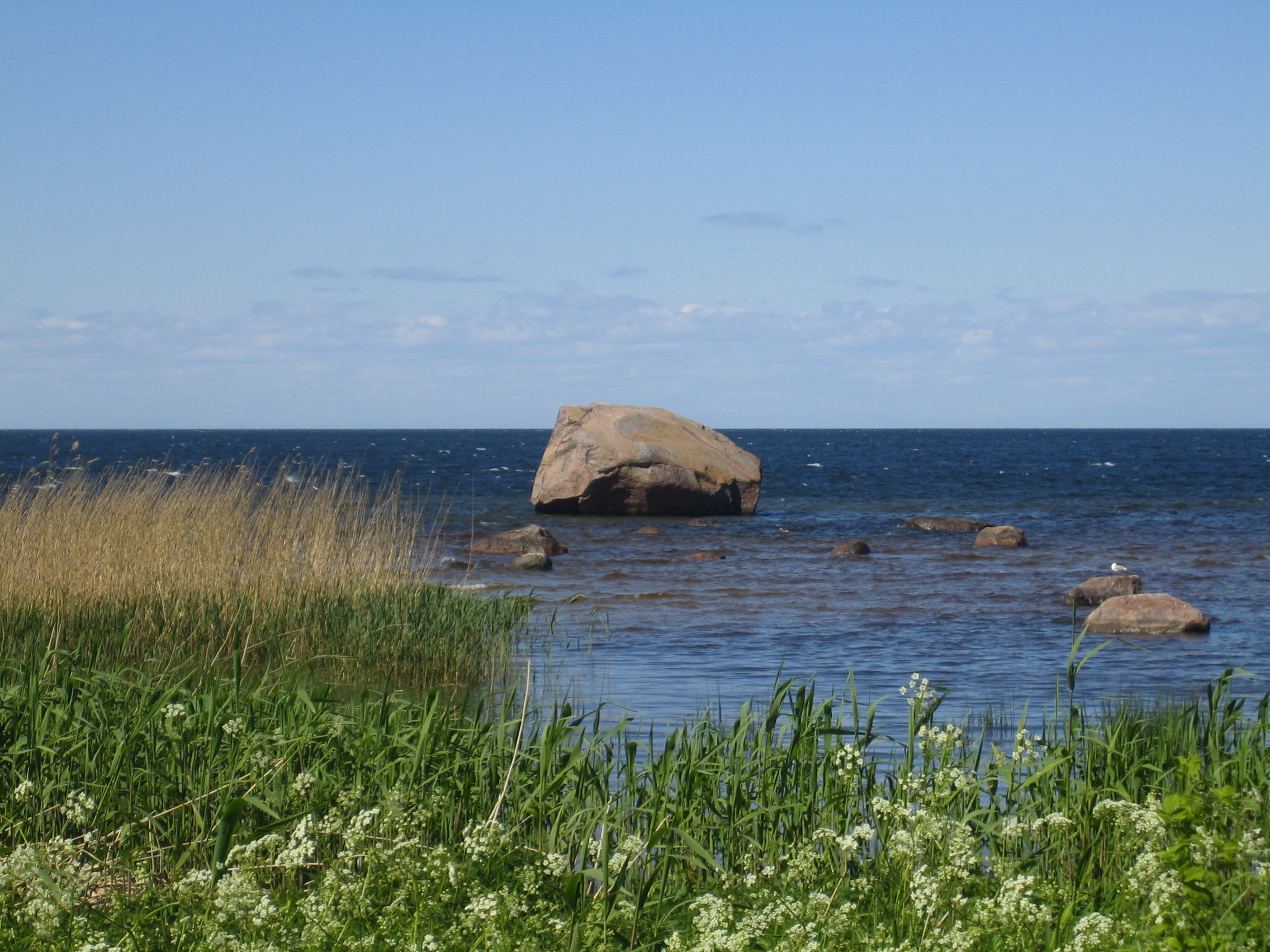
Валун Алтья
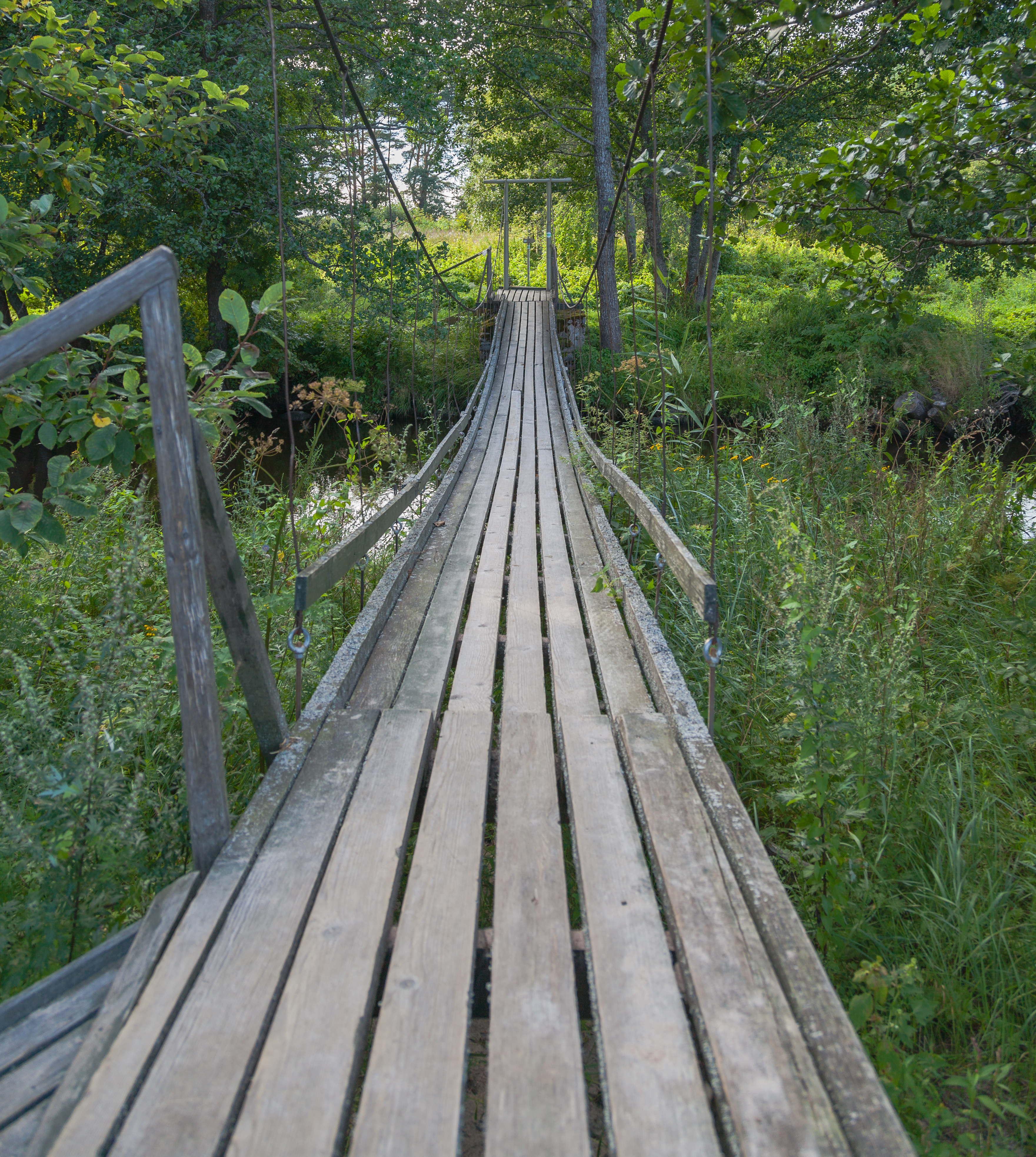
Подвесной мост через реку Алтья

## Комментарии
1. ↑  Эстонские топонимы, оканчивающиеся на -а (-я), не склоняются и не имеют женского рода (исключение — Нарва)[10].